# John Thune
John Thune (Pierre, 1961. január 7. –) az Amerikai Egyesült Államok szenátora (Dél-Dakota, 2005 –). A Republikánus Párt tagja. 1997. január 3-tól 2003. január 3-ig három cikluson keresztül képviselte Dél-Dakotát a képviselőházban. A 2002-es választáson sikertelenül indult a szenátori posztért, de 2004-ben megválasztották, és azóta képviseli államát a szenátusban. 2025 januárjától a republikánusok szenátusi frakcióvezetője, az első a párt történetében, akit a. 21. században választottak meg szenátornak.